# هوي لي
هوي لي هو لاعب هوكي الجليد كندي، ولد في 13 أكتوبر 1931 في تورونتو في كندا، وتوفي في 13 نوفمبر 2014 في Unionville, Ontario ‏ في كندا.

## وصلات خارجية
- هوي لي على موقع EliteProspects.com (الإنجليزية)
- هوي لي على موقع HockeyDB.com (الإنجليزية)
- هوي لي على موقع أوليمبيديا (الإنجليزية)